# 그레이엄 딜렛
그레이엄 딜렛(영어: Graham DeLaet, 1982년 1월 22일 ~ )은 PGA 투어에서 뛰고 있는 캐나다의 프로 골프 선수이다.